# Trung tâm Thương mại Thế giới Osaka
Trung tâm Thương mại Thế giới Osaka (tiếng Nhật: 大阪ワールドトレードセンタービルディング - Ōsaka Wārudo Torēdo Sentā Birudingu) là tòa nhà chọc trời cao thứ ba Nhật Bản nằm ở thành phố Osaka. Được hoàn thành năm 1995, tòa nhà có 55 tầng và 3 tầng hầm với chiều cao tổng cộng 252 m.